# District de Xicheng
Le district de Xicheng (chinois : 西城区 ; pinyin : Xīchéng qū) est une subdivision de la municipalité de Pékin en Chine.
Situé dans le centre de la ville de Pékin, il abrite notamment les parcs de Beihai et de Jingshan ainsi que le lac Zhongnan (Zhongnan Hai).
En 2010, le district de Xuanwu est fusionné dans celui de Xifeng.

## Subdivisions

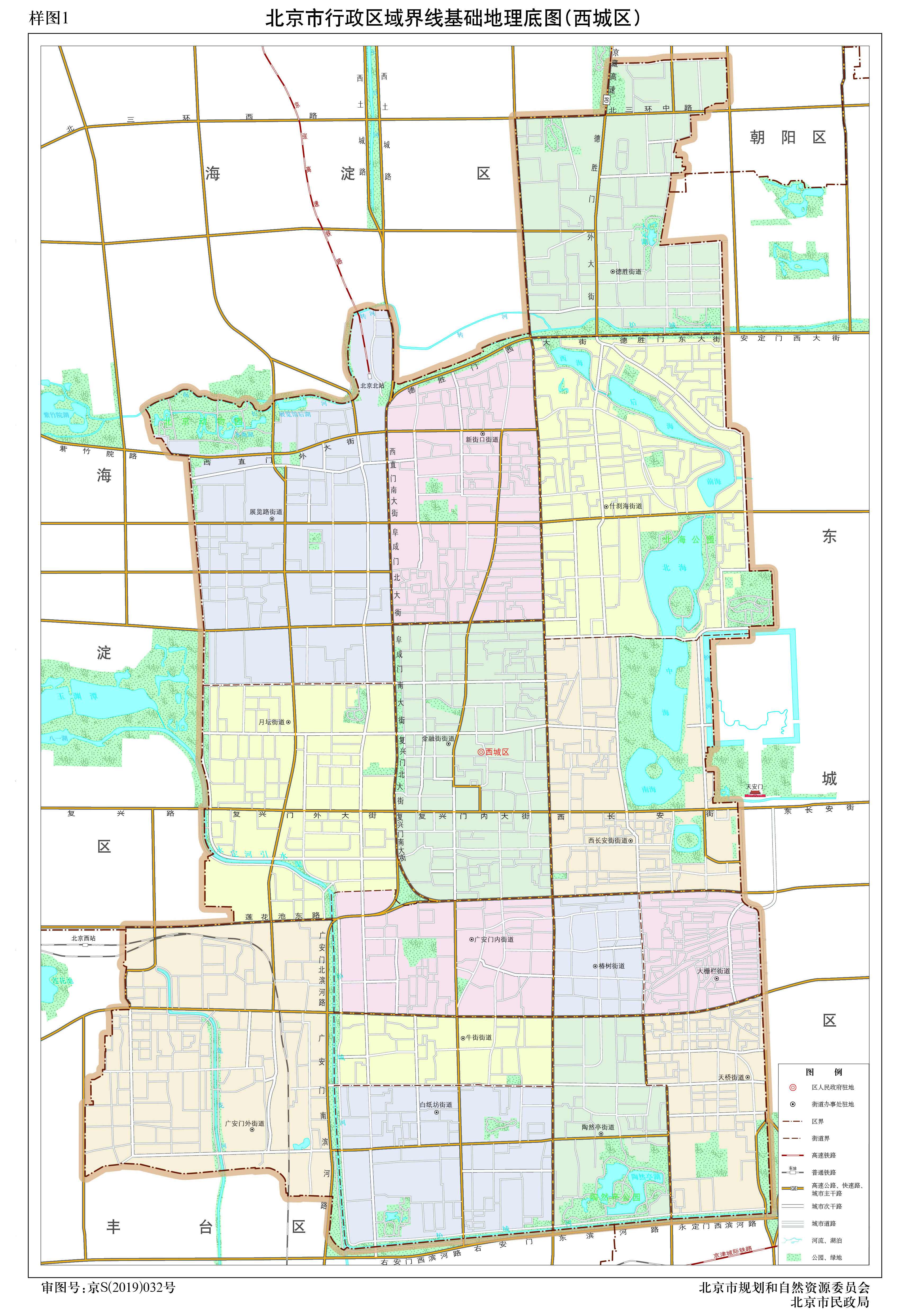
Sous-districts constitutifs du district de Xicheng

Le district de Xicheng est divisé en 15 sous-districts (chinois : 街道 ; pinyin : jiēdào).
| Nom            | Chinois      | Pinyin                | Population (2010) | Superficie (km2) |
| -------------- | ------------ | --------------------- | ----------------- | ---------------- |
| Jinrongjie     | 金融街街道   | Jīnróngjiē jiēdào     | 67 888            | 3,78             |
| Xichang'anjie  | 西长安街街道 | Xīcháng'ānjiē jiēdào  | 51 477            | 4,24             |
| Xinjiekou      | 新街口街道   | Xīnjiēkǒu jiēdào      | 95 479            | 3,70             |
| Yuetan         | 月坛街道     | Yuètán jiēdào         | 116 543           | 4,13             |
| Zhanlanlu      | 展览路街道   | Zhǎnlǎnlù jiēdào      | 130 925           | 5,87             |
| Desheng        | 德胜街道     | Déshèng jiēdào        | 116 768           | 4,14             |
| Shichahai      | 什刹海街道   | Shíshāhǎi jiēdào      | 95 433            | 5,80             |
| Dashilan       | 大栅栏街道   | Dàshilàn jiēdào       | 36 997            | 1,27             |
| Tianqiao       | 天桥街道     | Tiānqiáo jiēdào       | 46 385            | 2,07             |
| Chunshu        | 椿树街道     | Chūnshù jiēdào        | 30 547            | 1,08             |
| Taoranting     | 陶然亭街道   | Táorántíng jiēdào     | 43 455            | 2,14             |
| Guang'anmennei | 广安门内街道 | Guǎng'ānménnèi jiēdào | 73 692            | 2,43             |
| Niujie         | 牛街街道     | Niújiē jiēdào         | 51 877            | 1,44             |
| Baizhifang     | 白纸坊街道   | Báizhǐfāng jiēdào     | 95 737            | 3,11             |
| Guanganmenwai  | 广安门外街道 | Guǎng'ānménwài jiēdào | 179 536           | 5,49             |